# Grubbs (Arkansas)
Grubbs – miasto w Stanach Zjednoczonych, w stanie Arkansas, w hrabstwie Jackson.